# Kalla handen
Kalla handen är en kriminalroman av Stieg Trenter utgiven 1957.
En tisdagskväll under Stockholmssommarens värsta värmebölja intar Harry Friberg sin middag på Gubbhyllan vid Hasselbacken. Där blir han hämtad till telefonen för ett samtal från den lindrigt nyktre barndomsvännen Kalle Isberg, som gråtande berättar hur han just har mött Döden i parken utanför Lilla Hasselbacken. Övergiven av kompisarna i fyllan har Kalle viggat tändstickor av en gåtfullt försvinnande mansgestalt med kusligt iskall hand mitt i värmen.
Dagen därpå återfinns fabrikör Benny Rietz ihjälslagen i sitt hem i Neptungården i Djurgårdsstaden, i en sal fylld av akvarier, som slagits sönder i en orgie av vandalisering. Lätt gömd i källaren finner polisen en blodig smedslägga med fastklibbade hårstrån. Vad har Kalle Isbergs upplevelse för samband med mordet?
Historien berättas i jagform av Harry Friberg.

## Persongalleri
- Harry Friberg, 42, fotograf och amatördeckare
- Vesper Johnson, kriminalintendent
- Oskar Lindell, kriminaltekniker
- Benny Rietz, fabrikör, direktör för Ri-verken, hobbyman och hängiven akvarist, inbiten ungkarl
- Heinz Rietz, ingenjör, disponent på Ri-verken, Bennys fosterbror
- Mary Jennix, född Rietz, Bennys syster
- Kristina Wass, född Rietz, Bennys syster
- Anita Rietz, 28,  ungkarlsflicka, Bennys syster
- Erik Jennix, uppfinnare, disponent på Ri-verken
- Joakim Wass, chef på Ri-verkens reklamavdelning, måttligt framgångsrik konstnär
- Darly Knekt,  kontorist på Ri-verken, attraktiv och vital, jämförs med Marilyn Monroe
- Allan Kallman, B-filmregissör, manusförfattare, Anitas älskare
- Karl Isidor Isberg, 43, alkoholiserad reklamtecknare, uppväxt i samma kvarter som Harry Friberg
- Monsieur Jourdan, fransk akvariefiskexpert, föreläsare på Akvarieföreningens årsmöte
- Gösta Leonard, svampplockare med rekordskörd av kantareller

## Miljöer
Mordet på Benny Rietz begås i Neptungården, före detta Källaren Neptun – en gammal krog på Östra Varvsgatan i Djurgårdsstaden. Vesper Johnson får en avgörande snilleblixt medan han betraktar krogskylten, framplockad ut Nordiska museets magasin. På ena sidan av skylten forsar en hjulångare fram och på den andra stävar en galeas över stormiga vatten. Ljuden från Gröna Lunds attraktioner och evenemang ackompanjerar de avsnitt som utspelas i de gamla kvarteren.
Den kväll han blir ihjälslagen befinner sig fabrikör Rietz på Akvarieföreningens årsmöte, som äger rum på hotell Gillet, vid Brunkebergstorg. Hotellet ligger två portar från Harry Fribergs bostad. Fribergs ateljé ligger vid denna tidpunkt på Mäster Samuelsgatan 17.
Mot slutet av historien söker Harry Friberg upp den skrämda Anita Rietz i hennes bostad i ett modernt sexvåningars punkthus i Råsunda. Någon har borrat ett hål genom den teakbehandlade ytterdörren, för att kunna sticka in en ståltråd och lirka upp låset. Harry täpper till hålet med Karlssons klister och en trästicka täljd av en blyertspenna.
Inga unga damer deltar denna gång i Harry Fribergs och Vesper Johnsons picknick med småfranska, öl, räkor, lax, och rysk kaviar – men som vanligt inhandlas måltidens olika ingredienser och tillbehör i en rad olika små affärer, med fiskhandlare Bergfalk som huvudanhalt. Herrarna bjuder en ordningskonstapel på Djurgården på en öl och ett par smörgåsar, som belöning för att han anvisar dem en parksoffa omgärdad av buskage, där de ostraffat kan ägna sig åt intaget av alkoholhaltiga drycker på allmän plats.